# Urbótica
El término urbótica proviene de las palabras urbs (que significa ciudad en latín) y tica (de automática, palabra que en griego significa 'que funciona por sí sola'). Se entiende por urbótica al conjunto servicios e instalaciones públicas urbanas que se encuentran automatizadas con el fin de mejorar la gestión energética, la seguridad, el bienestar, el confort y las comunicaciones de todos los usuarios de estos servicios públicos. Se podría definir como la integración de la tecnología en el diseño inteligente de una ciudad.
Es un término relativamente nuevo que empezó a utilizarse hace tan solo un par de años cuando las palabras domótica e inmótica comenzaron a quedar obsoletas en su definición ante las nuevas soluciones tecnológicas que se estaban planteando para las ciudades en términos de automatización. 
La aplicación de tecnologías de automatización en viviendas, se identifica con el término Domótica, cuando esta tecnología integra el control
de un conjunto de unidades habitacionales se denomina Inmótica. Desde hace algo más de una década se amplió esta terminología a los sistemas 
de automatización que actúan sobre ciudades: eso es la Urbótica.

## Características
La urbótica cumple un papel fundamental en las Smart Cities (ciudades inteligentes), debido a que se encarga de captar información del medio a través de cámaras y sensores, luego procesar y analizar para tomar decisiones que posteriormente ejecuta las acciones correspondientes, optimizando recursos, con esto aumentando la eficiencia. El campo de acción de la urbótica es bastante amplio y esto se debe a que la composición tan compleja que tienen las ciudades de hoy convierte a cada componente de ciudad en prospecto de ser automatizado o intervenido por la urbótica con miras a llegar a transformar la ciudad en una Smart City.

## Aplicaciones
En la actualidad, los principales campos de acción de la urbótica son:
- Movilidad urbana.
- Eficiencia energética.
- Gestión de infraestructuras públicas y equipamiento urbano.
- Seguridad pública

Se pueden considerar sistemas urbóticos los siguientes ejemplos:
- Sistemas de telegestión y control del alumbrado público.
- Sistemas de videovigilancia ciudadana.
- Regulación semafórica.
- Puntos de información ciudadana automatizados.
- Recogida neumática de basura.

## Urbanismo
Desde el urbanismo, las nuevas tecnologías inciden fuertemente en la calidad de vida de los ciudadanos,  los llamados "city users", pero así también en la eficiencia de los servicios públicos y privados. Todas estas condiciones colocan las ciudades en posiciones más o menos ventajosas de un mapa global virtual, lo que provoca que las ciudades competitivas atraen recursos, capital humano, creatividad e impulsan el crecimiento sociocultural y económico. 
El uso de nuevas y modernas tecnologías en el campo del urbanismo y en la gestión del territorio genera un cambio radical de la lógica de intervención del sector público. El concepto de urbótica, o sea, el desarrollo de sistemas inteligentes integrados a nivel urbano, hace indispensable la necesidad de replantearse la lógica de intervención en dicho contexto; no se trata de agregar automatismos a la gestión y al control de la ciudad sino de un re-pensamiento radical que parte desde el análisis, la proyección, la ejecución, la puesta en servicio y la evaluación de todo el proceso de ordenamiento territorial.